# Leksikon hrvatske crkvene glazbe
Leksikon hrvatske crkvene glazbe (skr. LHCG), prvi je leksikon koji obrađuje temu crkvene glazbe u Hrvata.

## Sastavljači
Pokretač ovoga projekta je akademik Lovro Županović, koji je ostvario veliki dio priređivanja ovog leksikona. Priređivač leksikona je Marijan Steiner, izvršni urednik Josip Degl'Ivellio, a glavni je urednik fra Izak Špralja. Leksikon je 2011. godine objavila nakladnička kuća Meridijani.
Suradnici koji su pripremili više leksikonskih jedinica jesu Emin Armano (Zagreb), Božo Baničević (Korčula), Hana Breko Kustura (Zagreb), Nikola Buble (Trogir), Karlo Čirko (Split), Gorana Doliner (Zagreb), Božidar Grga (Šibenik), Miljenko Grgić (Split), Franjo Jesenović (Zagreb), Petar Antun Kinderić (Zagreb), Niko Luburić (Mostar), Stanko Mabić (Mostar), Nikša Njirić (Zagreb), Đuro Rajković (Petrovaradin), Josip Soldo (Sinj), Marijan Steiner (Zagreb), Ennio Stipčević (Zagreb), Izak Špralja (Zagreb), Slavko Topić (Sarajevo), Ivan Žan (Mannheim) i Lovro Županović (Zagreb).

## Sadržaj
Leksikon na 428 stranica obuhvaća 2500 natuknica o najznačajnijim stvarateljima, izvođačima i popularizatorima hrvatske katoličke crkvene glazbe tijekom hrvatske povijesti i suvremenosti.